# William Knollys (1694-1740)
Pour les articles homonymes, voir William Knollys.
William Knollys (15 octobre 1694 – 6 juin 1740), est un homme politique anglais. Il utilisait le titre de vicomte Wallingford, qui était le titre subsidiaire à celui de comte de Banbury, que son père avait revendiqué vainement toute sa vie.

## Biographie
Fils de Charles Knollys, qui revendique être le 4e comte de Banbury, et arrière petit-fils de William Knollys (1544-1632), il commence une carrière militaire.
Il entre au Parlement en 1733 comme député de la circonscription de Banbury et y siège jusqu'à sa mort. Il vote avec l'Administration sur la Convention espagnol en 1739.
Il épouse sa cousine Mary Catherine Law de Lauriston, fils de John Law de Lauriston et de Catherine Knollys.